# S Monocerotis
S Monocerotis eller 15 Monocerotis, är en multipelstjärna och  eruptiv variabel av Orion-typ (INA)  i Enhörningens stjärnbild. Stjärna är den ljusstarkaste i den öppna stjärnhopen som heter Julgranshopen och är en del av NGC 2264.
Stjärnan varierar mellan visuell magnitud 4,62 och 4,68 utan någon fastställd periodicitet.